# Mordet i Orientekspressen
Mordet i Orientekspressen (engelsk: Murder on the Orient Express) er en Agatha Christie krimi fra 1934. Hercule Poirot får i sidste øjeblik en ledig plads på Orientekspressen i Istanbul – Calais-vognen på det berømte tog. Mens han sover, kører toget fast i en snedrive i Jugoslavien, og en passager bliver myrdet.

## Plot
Gerningsstedet er isoleret fra omverdenen og uden adgang fra de andre vogne i toget, så det må være en af de 12 passagerer, der er gerningsmand. De er af meget forskellig stand og nationalitet, bl.a. en ungarsk greve og hans hustru, en amerikansk skuespillerinde, samt en tysk og en svensk kvinde, der begge har en erhvervsmæssig baggrund som tjenestefolk.
Poirot burde som "øjenvidne" have et forspring i opklaringen af drabet; men der er mange passagerer, der har et motiv til at dræbe Ratchett, som viser sig at være en kidnapper, hvis offer, et lille barn, omkom under fangenskabet. I passagerernes bagage er der mange indicier, der peger i forskellige retninger, ligesom der foregår en del mystiske hændelser, der kaster mistanken på forskellige rejsende, og Poirot finder to mulige løsninger, som han forelægger de mistænkte.

## Anmeldelser
Bogen er meget underholdende, og anmelderne var generelt begejstrede. Raymond Chandler kritiserede slutningen for at være urealistisk, men var ret ene om dette synspunkt.

## Bearbejdning
Mordet i Orient-ekspressen blev filmatiseret af EMI i 1974, hvor den blev den hidtil største succes i engelsk filmproduktion. Den storstilede satsning med Sidney Lumet som instruktør, Albert Finney som Poirot og bl.a. Sean Connery, Ingrid Bergman, Lauren Bacall, Vanessa Redgrave, Anthony Perkins, John Gielgud og Michael York på rollelisten betalte sig rigeligt. Filmen fik fine anmeldelser, og Christie selv udtalte, at den var "virkelig godt lavet", men tilføjede sin utilfredshed med, at Poirots moustache ikke som i bøgerne var "den bedste i England".
Mordet i Orientekspressen er en af episoderne i den TV-serie om Poirot, hvori David Suchet spiller hovedrollen. Den havde premiere i England 11. juli 2010 som 4. episode i 12. sæson.
Romanen er tillige filmatiseret i 2017 i den amerikanske Mordet i Orientekspressen instrueret af Kenneth Branagh med bl.a. Penélope Cruz, Willem Dafoe, Judi Dench, Johnny Depp og Michelle Pfeiffer på rollelisten.

## Danske udgaver
- Carit Andersen (De trestjernede kriminalromaner); 1960
- Wangel;Forum; bogklub. udgave; 1991.
- Borgen; Nyt Dansk Litteraturselskab (MagnaPrintSerien, 349), 2 bind; 1993.
- Forum kriminalromaner; 1996 (ISBN 87-553-2458-4)
- Peter Asschenfeldts nye Forlag; bogklubudgave; 1999.
- Peter Asschenfeldts nye Forlag; 1999